# Тамилы
Тами́лы (там. தமிழர், Tamiḻar [t̪amiɻaɾ]) — народ в Южной Азии. Проживает в Индии (в основном в штате Тамилнад), Шри-Ланке (претендовали на отторжение от острова государства Тамил-Илам), а также в Малайзии, Мьянме, Сингапуре, Австралии и Океании. Говорят на тамильском языке дравидийской языковой семьи. По вероисповеданию большинство тамилов — индуисты (в среде тамилов возникла специфически тамильская ветвь индуизма айявари, которой, однако, придерживаются не более 10 % тамилов), часть — христиане и мусульмане. Антропологически относятся к южноиндийской расе (возникшая в результате метисации южноевропеоидной расы с веддоидной), происхождением связаны с остальными дравидами.
Численность тамилов в мире оценивается в 77 миллионов человек, из них в Индии — 63 миллиона.

## История
Уже в III в. до н. э. были известны тамильские государства Чола, Чера и Пандья. В XIV веке Тамилнад («земля тамилов») стал частью империи Виджаянагар. В XVII веке он распался на ряд княжеств. У современных тамилов интенсивно развиваются капиталистические отношения, сложились многочисленный пролетариат и национальная буржуазия. Около 80 % занято в сельском хозяйстве. Традиционные ремёсла — шелкоткачество, обработка кожи, металлическое литьё. Из искусств развиты архитектура, мелкая бронзовая пластика, классический танец, народный театр. Среди тамилов распространены виды национальных единоборств: кутту-варисай, вармакалай, силиблам (бой на палках) и другие.
Для национального самосознания тамилов очень важен тамильский язык. Тамильский язык испытал не такое большое влияние санскрита, как другие дравидийские языки, и наиболее близок к протодравидийским формам. На тамильском языке существует обширная литература, известен тамильский кинематограф.
В 1983-2009 годах в Шри-Ланке шла гражданская война за создание независимого тамильского государства, которая закончилась поражением сепаратистов.

## Быт и традиции
Основные занятия — пашенное земледелие (культуры — рис, просо, масличные, хлопок, чай). Развиты ремесла — ткацкое, обработка меди, бронзы, свинца, латуни, изготовление игрушек, декоративной скульптуры, корзин, циновок, художественной посуды и музыкальных инструментов.
Жилище — наземное, каркасно-столбовое, прямоугольное, из глины или кирпича. Крыша двух- или четырёхскатная. Есть крытые веранды. Тип жилища зависит от касты владельца. Каждая каста населяет свою улицу или квартал.
Одежда — общеиндийского типа. У мужчин — лунги, у женщин — сари. Обувь носят в горных районах. Распространены украшения.
Основная пища — рис, похлёбки (бобовые, овощные). Широко распространены пряности (карри), острые приправы, масла (кунжутное, арахисовое), зелень, фрукты.
Тамилнад — родина классического танца бхаратанатьям. У тамилов существует народный кукольный театр, древние литература и искусство. Письменность разработана на основе древнеиндийского письма брахми. В музыкальный ансамбль тамильской музыки входят традиционные инструменты: ударные мриданга и тавил, духовые нагсварам и флейта, струнные скрипка и вина.

## Известные тамилы

### Кино
- Чаритра Сурья Чандран — британская актриса. Она наиболее известна своей ролью Эдвины Шармы во втором сезоне исторической драмы Netflix «Бриджертон» и своей дебютной ролью в научно-фантастическом сериале «Алекс Райдер»
- Виджаянтимала — болливудская актриса и профессиональная танцовщица бхаратанатьям.
- Хема Малини — болливудская актриса и профессиональная танцовщица.
- Рекха — болливудская актриса.
- Шридеви — болливудская актриса.
- Видья Балан — болливудская актриса.
- Камал Хасан — актёр и режиссёр Колливуда.
- Мани Ратнам — режиссёр Колливуда.

### Политики
- Лакшми Сахгал — активистка борьбы за независимость Индии
- Рамасвами Венкатараман — 8-й президент Индии.
- Абдул Калам — 11-й президент Индии (по 2007 г.).
- Вирасами Рингаду (1920—2000) — генерал-губернатор и президент Маврикия.
- Ангиди Четтьяр — и. о. президента Маврикия (2002).
- Ариранга Пиллай — и. о. президента Маврикия (2002).
- Селлапан Раманатан (род. 1924) — 6-й президент Сингапура (1 сентября 1999 — 1 сентября 2011).
- Чакраварти Раджгопалачария (1878—1972) — единственный генерал-губернатор Индии индийского происхождения (1948 — 26 января 1950), писатель и политик.
- Велупиллаи Прабхакаран — лидер повстанческой организации «Тигры освобождения Тамил-Илама».

### Учёные
- Чандрасекара Венката Раман, лауреат Нобелевской премии по физике в 1930.
- Субраманьян Чандрасекар, лауреат Нобелевской премии по физике в 1983.
- Рамакришнан, Венкатраман, лауреат Нобелевской премии по химии в 2009.

### Шахматисты
- Вишванатан Ананд — шахматист.
- Рамешбабу Прагнанандха — шахматист.

### Математика
- Сриниваса Рамануджан Айенгор (1887—1920), блестящий математик XX века.
- Коллагунта Гопалаийер Раманатан (1920—1992), известен своими достижениями в теории чисел.

Информатика
Сундар Пичаи — программист, главный исполнительный директор Google

### Лингвистика и литература
- Тируваллувар — святой, поэт и автор священной книги тамилов Тируккурал.
- Толькапияр — автор грамматического кодекса Толькапиям — одного из первых трудов по грамматике тамильского языка.
- Раджа Раджесвари Ситха Раман — малайзийская поэтесса.

### Преступники
- Вираппан — лесной разбойник, контрабандист.

### Музыканты
- M.I.A. — музыкант.
- Алла Ракха Рахман — музыкант, композитор, получил «Оскар» за музыку к фильму «Миллионер из трущоб».